# Interstellar Overdrive
Interstellar Overdrive è un brano musicale del gruppo musicale britannico Pink Floyd, settima traccia del primo album in studio The Piper at the Gates of Dawn, pubblicato il 5 agosto 1967 dalla Capitol Records e dalla EMI.

## Storia
Il brano è una delle prime sperimentazioni strumentali psichedeliche registrate dal gruppo. Il brano è stato anche descritto, assieme ad Astronomy Domine dallo stesso album, come la prima incursione dei Pink Floyd nello space rock sebbene il gruppo rifiutò sempre questa definizione per la propria musica. L'idea originaria per il brano nacque quando il manager dei Pink Floyd Peter Jenner canticchiò a Syd Barrett un brano del quale non riusciva a ricordare il titolo (si trattava probabilmente My Little Red Book dei Love di Arthur Lee): Barrett iniziò a seguire il canto di Jenner improvvisando alla chitarra e sviluppando poi il tema come base per la melodia principale del riff di Interstellar Overdrive; Il bassista Roger Waters disse in seguito che il riff gli ricordava anche il tema musicale del telefilm Steptoe and Son (di Ron Grainer). Per la sezione improvvisata del brano Barrett trasse ispirazione anche da Frank Zappa e dai Byrds di Eight Miles High.

### Altre versioni
Oltre alla versione del brano contenuta nell'album d'esordio, i Pink Floyd registrarono altre versioni, sia in studio che dal vivo. Un demo del pezzo della durata di 14:57 fu registrato il 31 ottobre 1966 e pubblicato come singolo nel 2017 in occasione del Record Store Day; esistono altre versioni ancora più vecchie come una utilizzata come traccia di accompagnamento durante un colloquio della Canadian Broadcasting Company. Questo brano veniva spesso suonato dai Pink Floyd all'UFO Club di Londra. Le versioni dal vivo duravano anche oltre venti minuti ed erano molto basate sull'improvvisazione.
Una versione estesa del brano appare nel film Tonite Let's All Make Love in London, alla cui colonna sonora parteciparono i Pink Floyd. Durante l'Actuel Rock Festival svoltosi in Belgio nell'ottobre (24-27) del 1969, il gruppo ne eseguì anche una versione con Frank Zappa, il quale si unì a loro in un'estemporanea jam session. Numerose versioni di questo pezzo sono state pubblicate nel cofanetto The Early Years 1965-1972.

## Formazione
- Syd Barrett – chitarra
- Roger Waters – basso
- Rick Wright – organo, pianoforte
- Nick Mason – batteria

## Cover
- Nel 1986 il gruppo Camper Van Beethoven realizzò una propria versione del brano per l'album Camper Van Beethoven.
- I Melvins hanno pubblicato una versione del brano nel 1996.